# Премия Бернда Теодора Маттиаса
Премия Бернда Теодора Маттиаса является научной премией за инновационный вклад в материальные аспекты сверхпроводимости.

## Резюме
Премия Бернда Теодора Матиаса, созданная друзьями и коллегами проф. Бернд Т. Маттиаса,  вручается с 1989 года лабораторией Bell Labs.
С 2000 года премия была спонсирована Техасским центром сверхпроводимости в Университете Хьюстона. Приз состоит из 6000 долларов США и специального сертификата.

## Список лауреатов
| Год  | название                                    | Национальность                                        | цитирование |
| ---- | ------------------------------------------- | ----------------------------------------------------- | --- |
| 1989 | Теодор Х. Гебаль                            | США                                                   | Инаугурационная премия. |
| 1991 | Хироси Маэда Ёсинори Токура                 | Япония · Япония                                       | За открытие сверхпроводников, которые привели к пониманию основных структур высокотемпературных сверхпроводников. Маэда синтезировал Bi-Sr-Ca-Cu-O в конце 1987 года при температуре 105 К. |
| 1994 | Чу Чинг-ву Бернард Раво Мау-Куэн Ву         | Китайская Республика · Франция · Китайская Республика | За выдающиеся открытия смешанных валентных оксидов меди, которые расширили горизонты сверхпроводимости с высоким значением Тс. |
| 1997 | Бертрам Бэтлогг Роберт Кава                 | Австрия · США                                         | За их ведущую роль в исследовании ряда сверхпроводников при творческом сочетанием химических и физический свойств, а также материаловедения. |
| 2000 | М. Брайан Мэйпл                             | США                                                   | За его новаторский вклад в понимание свойств сверхпроводящих материалов в целом и взаимодействия между магнетизмом и сверхпроводимостью в частности. |
| 2003 | Дзюн Акимицу                                | Япония                                                | За его открытия новых сверхпроводящих соединений MgB2 и Bi-Sr-Cu-O, а кроме того сверхпроводимости Nd-Ce-Sr-Cu-O и сжатого (Sr, CA)14Cu24O41, которые привели к увеличению температуры Тс, открыли способы для практического изготовления сверхпроводящих проводов.                                   |
| 2006 | Фрэнк Стеглич                               | Германия                                              | За его открытие состава CeCu2Si2 в 1979 году и связанное с ним новое электронное состояние, которое открыло новую область физики тяжелых фермионов. |
| 2009 | Ёситэру Маэно Хидео Хосоно                  | Япония · Япония                                       | За открытие в 1994 году и последующую очистку Sr2RuO4, которая создает основу для выявления особенностей сверхпроводимости. А также за открытие в 2008 году LaO1-xFxFeAs, которое ознаменовало эру сверхпроводников на основе железа.                                                                 |
| 2012 | Иван Божович Дирк Джорендт Джеймс Н Экштейн | США · Германия · США                                  | За его роль в открытии в 2008 году BaFe2As2 и связанных с ним материалов, которые помогли объяснить физику новых сверхпроводников на основе Fe. </br> |
| 2015 | Чэнь Сяньхуэй Захари Фиск Чжао Чжунсянь     | Китай · США · Китай                                   | За открытие UBe13, UPt3, ThCoC2 и larhsi3 и выяснение роли тяжелых фермионов и отсутствие инверсионной симметрии при сверхпроводимости. За открытие RE(O,F)и (RE) O1-xFeAs (RE = редкоземельных) с Тс до 55 К и демонстрацию предела температуры скачка у сверхпроводников на основе железа в объеме. |
| 2018 | Кацуя Симидзу                               | Япония                                                | За открытие сверхпроводимости в несверхпроводящих элементах при высоких давлениях с Тс до 29 К. |